# USS Blackfin (SS-322)
L'USS Blackfin (SS-322) est un sous-marin de classe Balao en service dans l'United States Navy pendant la Seconde Guerre mondiale.
Sa quille est posée le 10 juin 1943 au chantier naval Electric Boat de Groton, dans le Connecticut. Il est lancé le 12 mars 1944, parrainé par Mme Phyllis Irwin Lockwood (épouse du contre-amiral Charles A. Lockwood) ; et mis en service le 4 juillet 1944 sous le commandement du lieutenant commander George Hays Laird, Jr..

## Historique

### Seconde Guerre mondiale
Le Blackfin rejoint Pearl Harbor le 11 septembre 1944. Au cours de ses opérations de guerre (du 30 septembre 1944 au 5 septembre 1945), le submersible effectua cinq patrouilles de guerre, opérant notamment en mer de Chine méridionale et en mer Jaune. Il coula le destroyer japonais Shigure, dans le golfe du Siam le 24 janvier 1945, et un cargo totalisant 4 325 tonnes.
Le Japon capitule pendant sa cinquième patrouille de guerre. Après avoir détruit 61 mines marines, le sous-marin rejoint Guam, arrivant à Apra Harbor le 5 septembre 1945. Après avoir reçu quelques modifications et du carburant, il se rend à San Diego où il rejoint le 1er escadre de sous-marins.

### Après-guerre
En juillet 1948, le Blackfin opère dans le Pacifique ; la majorité de ses opérations furent menées près des îles Hawaï et Mariannes. En juin et juillet 1946, il participa à « l'opération Iceberg » qui l'emmena à travers le cercle polaire. Il rejoignit ensuite la base de Mare Island où il fut placé en réserve le 19 novembre 1948.
En novembre 1950, le Blackfin est converti en sous-marin « Guppy » (Greater Underwater Propulsion Power Program) et remis en service le 15 mai 1951. Il opéra avec la Force sous-marine de la Pacific Fleet, basée à San Diego jusqu'au 8 mars 1954 et par la suite à Pearl Harbor. Lors de cette période, il effectua deux croisières en Extrême-Orient (décembre 1951-juin 1952 et janvier-juin 1955); menant des opérations locales et de formation, et effectuant des simulations de patrouilles de guerre.
Au cours de sa carrière, le Blackfin fut utilisé dans deux films: Pousse-toi, chérie de 1963, avec Doris Day, James Garner et Polly Bergen, et Destination Zebra, station polaire de 1968 avec Rock Hudson, Ernest Borgnine et Patrick McGoohan.
Le Blackfin fut désarmé et rayé du registre naval le 15 septembre 1972. Il fut utilisé comme navire cible et coulé par une torpille pendant l'exercice "SubSinkEx Project Thurber" au large de San Diego, en Californie, le 13 mai 1973. Certaines sources indiquent que le naufrage fut par inondation partielle délibérée pour acquérir des données acoustiques sur les implosions sous-marines et qu'aucune torpille ne fut utilisée.

## Décorations
Le Blackfin a trois Service star pour son service pendant la Seconde Guerre mondiale.